# Lupinus subvexus
Lupinus subvexus är en ärtväxtart som beskrevs av Charles Piper Smith. Lupinus subvexus ingår i släktet lupiner, och familjen ärtväxter.

## Underarter
Arten delas in i följande underarter:
- L. s. albilanatus
- L. s. phoeniceus
- L. s. subvexus
- L. s. transmontanus